# Platiceratop
El platiceratop (Platyceratops, "cara banyuda aplanada") és un gènere de dinosaure ceratop que va viure al Cretaci superior, durant el Campanià, entre fa 72 i fa 75 milions d'anys. Les seves restes fòssils foren trobades a Mongòlia. El seu crani és més llarg que el del bagaceratop; s'ha referit als bagaceratòpids o als neoceratops.
L'espècimen tipus és Platyceratops tatarinovi, descrit per Aliafanov l'any 2003.

## Classificació
El platiceratop pertany als ceratops, un grup de dinosaures herbívors amb becs similar al dels lloros que visqueren a Nord-amèrica i Àsia durant el període Cretaci, que va acabar fa uns 65 milions d'anys. Tots els ceratops es van extingir al final d'aquesta era.
Podria ser únicament una variant de bagaceratop.

## Dieta
El platiceratop, de la mateixa manera que tots els ceratops, era herbívor. Durant el Cretaci, les plantes amb flor tenien una distribució geogràfica limitada, és per això que és probable que aquest dinosaure s'alimentés de les plantes predominants de l'era: les falgueres, cicadòfites i coníferes.